# Ricardo Garcia
Ricardo Bermudez Garcia, noto anche con lo pseudonimo di Ricardinho (San Paolo, 19 novembre 1975), è un dirigente sportivo ed ex pallavolista brasiliano.
Giocava nel ruolo di palleggiatore.

## Carriera
Ricardo Garcia inizia la sua carriera professionistica nel 1995 nelle file del Cooperativa dos Cafeicultores de Maringá, con cui vince la Coppa del Brasile, dopo aver trascorso diversi anni nelle giovanili dell'Esporte Clube Banespa, esperienza che gli ha fruttato le convocazioni nelle nazionali giovanili, con cui si aggiudica due campionati sudamericani juniores.
Nella stagione 1996-97 viene ingaggiato dal Centro Recreativo Esportivo Tamoyo. Durante l'estate debutta con la nazionale maggiore, con cui vince la Grand Champions Cup.
Tra il 1997 e il 2001 gioca in diversi club brasiliani, ma non ottiene risultati di prestigio. L'estate 2001 si rivela piena di successi con la nazionale, con la vittoria del campionato sudamericano, della Coppa America e della World League.
Nella stagione 2001-02 gioca al Sport Club Ulbra, con cui resta legato per due stagioni, vincendo la superliga 2002-03. In questo biennio, con la nazionale, vince il suo secondo campionato sudamericano, la Coppa del Mondo 2003 e la sua seconda World League e, soprattutto si laurea campione del mondo.
Nella stagione 2003-04 passa al Minas Tênis Clube, mentre con la nazionale vince nuovamente la World League e si laurea campione olimpico ad Atene. La stagione successiva fa la sua prima esperienza all'estero, ingaggiato dalla Pallavolo Modena, con cui resta legato per quattro stagioni, vincendo la Challenge Cup 2007-08. In questi anni ottiene ottimi risultati con la Seleção, fra cui spicca il secondo titolo mondiale nel 2006, ma dopo l'infortunio del 2008 che gli impedisce di partecipare alle olimpiadi di Pechino, decide di ritirarsi dalla nazionale.
Tra il 2008 e il 2010 gioca nella Sisley Volley, mentre nella stagione 2010-11 torna in patria, ingaggiato dal GRER, in cui resta per tre anni, vincendo un campionato paulista. Nell'estate del 2012 ritorna sui suoi passi e partecipa con la nazionale alle olimpiadi di Londra, che chiude al secondo posto. Dopo l'esperienza olimpica annuncia il suo ritiro definitivo dalla Seleção.
Nella stagione 2013-14 passa al Vôlei Brasil Centro de Excelência, prima di tornare nella Serie A1 italiana durante il campionato 2014-15, ingaggiato dall'Associazione Sportiva Volley Lube per far fronte all'infortunio di Michele Baranowicz.
Dalla stagione 2015-16 gioca nella squadra di cui è anche il presidente, il Maringá Vôlei. A luglio 2018 annuncia il proprio ritiro dall'attività agonistica, mantenendo tuttavia la carica di presidente della società brasiliana.

## Palmarès

### Club
- Campionato brasiliano: 1

2002-03
- Coppa del Brasile: 1

1995
- Campionato Paulista: 1

2010
- Challenge Cup: 1

2007-08

### Nazionale (competizioni minori)
- Campionato sudamericano juniores 1992
- Campionato sudamericano juniores 1994
- Coppa America 1998
- Coppa America 1999
- Coppa America 2001
- Coppa America 2005

### Premi individuali
- 2003 - Superliga: Miglior palleggiatore
- 2004 - World League: Miglior palleggiatore
- 2004 - Giochi della XXVIII Olimpiade: Miglior palleggiatore
- 2005 - Grand Champions Cup: Miglior palleggiatore
- 2005 - Coppa America: Miglior palleggiatore
- 2007 - World League: MVP